# 馬赫峰
47°18′54″N 10°22′29″E / 47.31500°N 10.37472°E

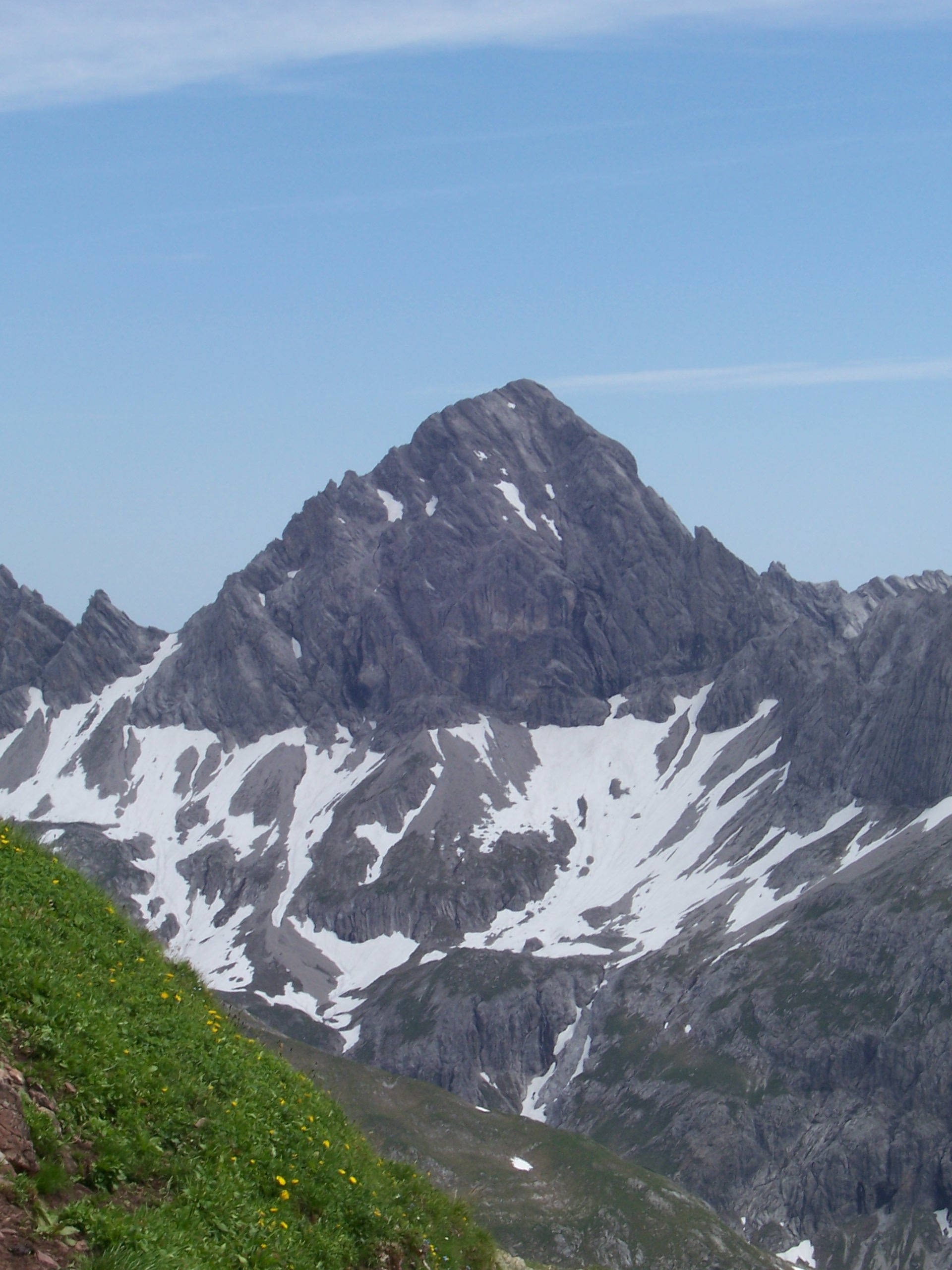

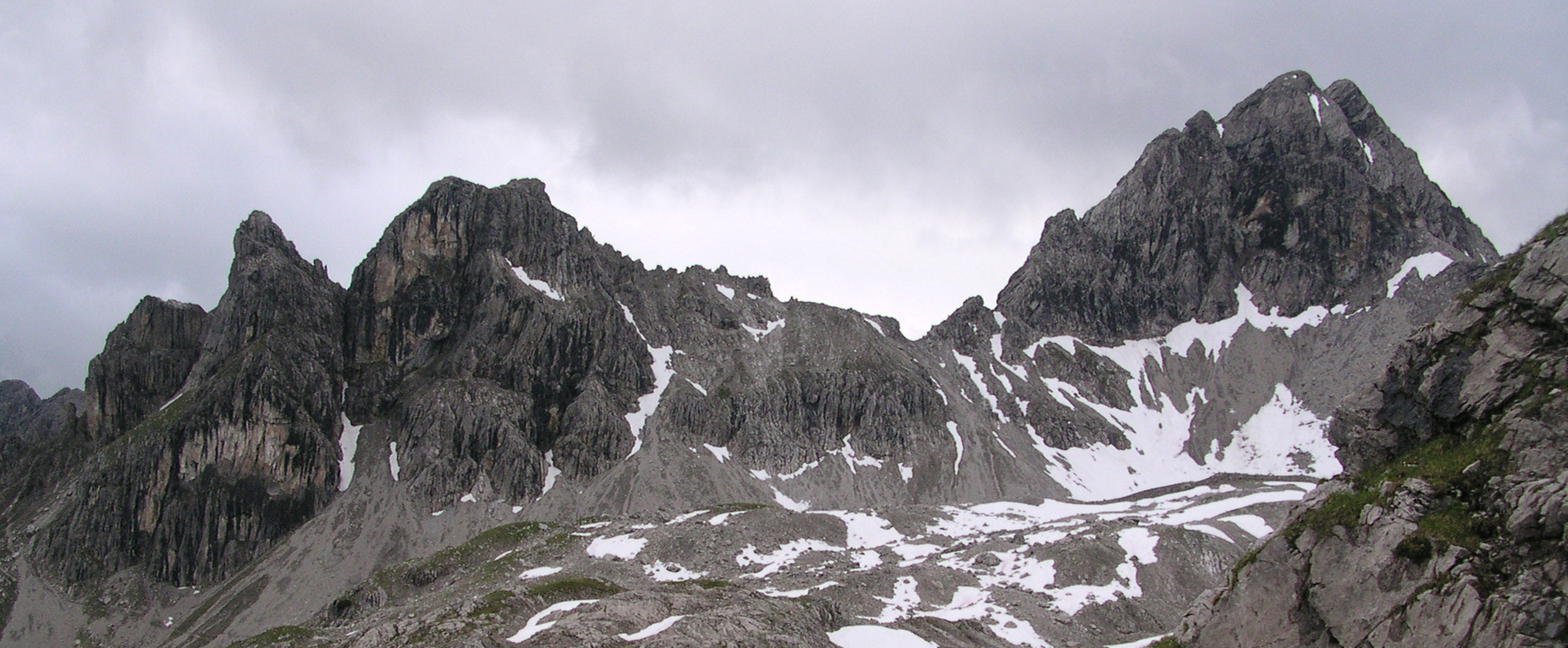

馬赫峰（德語：Marchspitze），是奧地利的山峰，位於該國西部，由蒂羅爾州負責管轄，屬於阿爾高阿爾卑斯山脈的一部分，距離大克羅滕山1.4公里，海拔高度2,609米。